# Oude Dryas
| Serie                                        | Etage       | Sub-etage          | Chronozone   | Tijd geleden (jaar BP) |
| -------------------------------------------- | ----------- | ------------------ | ------------ | ---------------------- |
| Holoceen                                     | Holoceen    | Holoceen           | Preboreaal   | 10.640 - 11.650        |
| Pleistoceen                                  | Weichselien |                    |              |                        |
| Pleistoceen                                  | Weichselien | Laatglaciaal       | Jonge Dryas  | 11.650 - 12.850        |
| Pleistoceen                                  | Weichselien | Laatglaciaal       | Allerød      | 12.850 - 13.900        |
| Pleistoceen                                  | Weichselien | Laatglaciaal       | Oude Dryas   | 13.900 - 14.000        |
| Pleistoceen                                  | Weichselien | Laatglaciaal       | Bølling      | 14.000 - 14.650        |
| Pleistoceen                                  | Weichselien | Laat Pleniglaciaal | Oudste Dryas | 14.650 - ~15.000       |
| Blauw: Koud - Roze: Warm (kolom Chronozones) |             |                    |              |                        |

De Oude(re) Dryas of het Oude(re) Dryas-stadiaal is een periode met een koud en droog klimaat (een zogenaamd stadiaal) in de tijdschaal van Blytt-Sernander. Deze schaal is gebaseerd is op pollenonderzoek en de Oude Dryas is daarin pollenzone Ic. De Oude Dryas duurde ongeveer van 14,0 tot 13,9 ka geleden (12.050 tot 11.950 voor Christus), en is daarmee onderdeel van het Weichsel-glaciaal.

## Naamgeving
De naam Dryas komt van het toendra-plantje Dryas octopetala (zilverkruid). De Oude Dryas wordt weleens gecorreleerd met de Canadese koude Shulie Lake phase.

## Klimaat
De Oude Dryas komt niet overal ter wereld even duidelijk uit stratigrafisch onderzoek naar voren. Op lagere breedtegraden is de klimaatverandering minder sterk. In Noord-Europa en Siberië is het duidelijkst sprake van een koudere periode. In sommige andere gebieden bleef het klimaat blijkbaar warm, zodat voor die gebieden de Allerød- en Bølling-interstadialen één lange warmere periode vormen.
De vegetatie in Noord-Europa bestond uit een afwisseling van steppe en toendra, afhankelijk van de permafrost en de breedtegraad. De tijdens het Bølling in Noord-Europa ontstane berkenbossen trokken zich tijdens de Oude Dryas weer terug naar het zuiden, tegelijkertijd groeiden de gletsjers in Scandinavië weer aan. Nederland en België bevonden zich in de toendrazone, maar zuidelijker in Europa kwamen open berkenbossen voor in rivierdalen en op hellingen. In nattere omgevingen, zoals langs meren en rivieren kon begroeiing van dwergberk, wilg, duindoorn en jeneverbes voorkomen. Deze afwisseling van toendra en grasland met af en toe wat begroeiing rond meertjes of rivieren strekte zich onafgebroken uit van de Oeral tot Ierland.
Waar de Oostzee ligt, lag destijds het Baltische ijsmeer, een smeltwatermeer dat direct aan de ijskap grensde. Finland en de Baltische Staten waren bedekt met ijs of het meer gedurende het Oude Dryas. De ijskap strekte zich uit over heel Noord-Scandinavië, alleen Denemarken en Zuid-Zweden waren ijsvrij. De gehele zuidelijke baai van de Noordzee ten Zuiden van de Doggersbank lag droog.

## Datering
Ook in de ijskernen van Groenland komt de Oude Dryas als een duidelijke relatieve afname van 18O naar voren, daarbij een kleine maar duidelijke onderbreking vormend tussen het Allerød en het Bølling. Omdat de onderbreking slechts kort duurt, is het moeilijk te bepalen welke grenzen eraan gegeven moeten worden, omdat het in de ijskern meer als een puls dan een segment naar voren komt. De duur van de Oude Dryas is in ieder geval te kort voor de resolutie van de C14-datering, zodat een datering met die methode niets oplevert.
Een veel gebruikte aanpak van dit probleem is dat een (gemiddelde) datum wordt genomen en dit als het midden van de Oude Dryas wordt beschouwd. Zo wordt soms gezegd dat de Oude Dryas bijvoorbeeld "gecentreerd is rond 14.100 jaar geleden", of 100 tot 150 jaar duurt "rond 14.250 jaar geleden".
Een tweede aanpak is het vinden van C14 of andere dateringen zo dicht mogelijk bij het einde van het Bølling en het begin van het Allerød, om de Oude Dryas dan tussen deze data te plaatsen. Bijvoorbeeld 12.000 - 11.800 C-14 BP ongekalibreerd, 14.000 - 13.700 bp gekalibreerd.
De derde methode is om de Oude Dryas in een serie nauw samenvallende dateringen te laten vallen, of met bekende gebeurtenissen. Pollen op het eiland Hokkaido (Japan) laten bijvoorbeeld een lariks-piek en Sphagnum-afname zien bij 12.400 - 11.800 ongekalibreerd, 14.600 - 13.700 gekalibreerd. In de Witte Zee vond een koude periode plaats tussen 14.700 - 13.400/13.000 jaar BP, wat resulteerde in het aangroeien van de ijskap tot aan het begin van het Allerød. In Canada is de Shulie Lake phase gedateerd op 14.000-13.500 jaar BP. De varve-chronologie van Zuid-Zweden geeft echter weer 14.050 - 13.900 jaar BP.

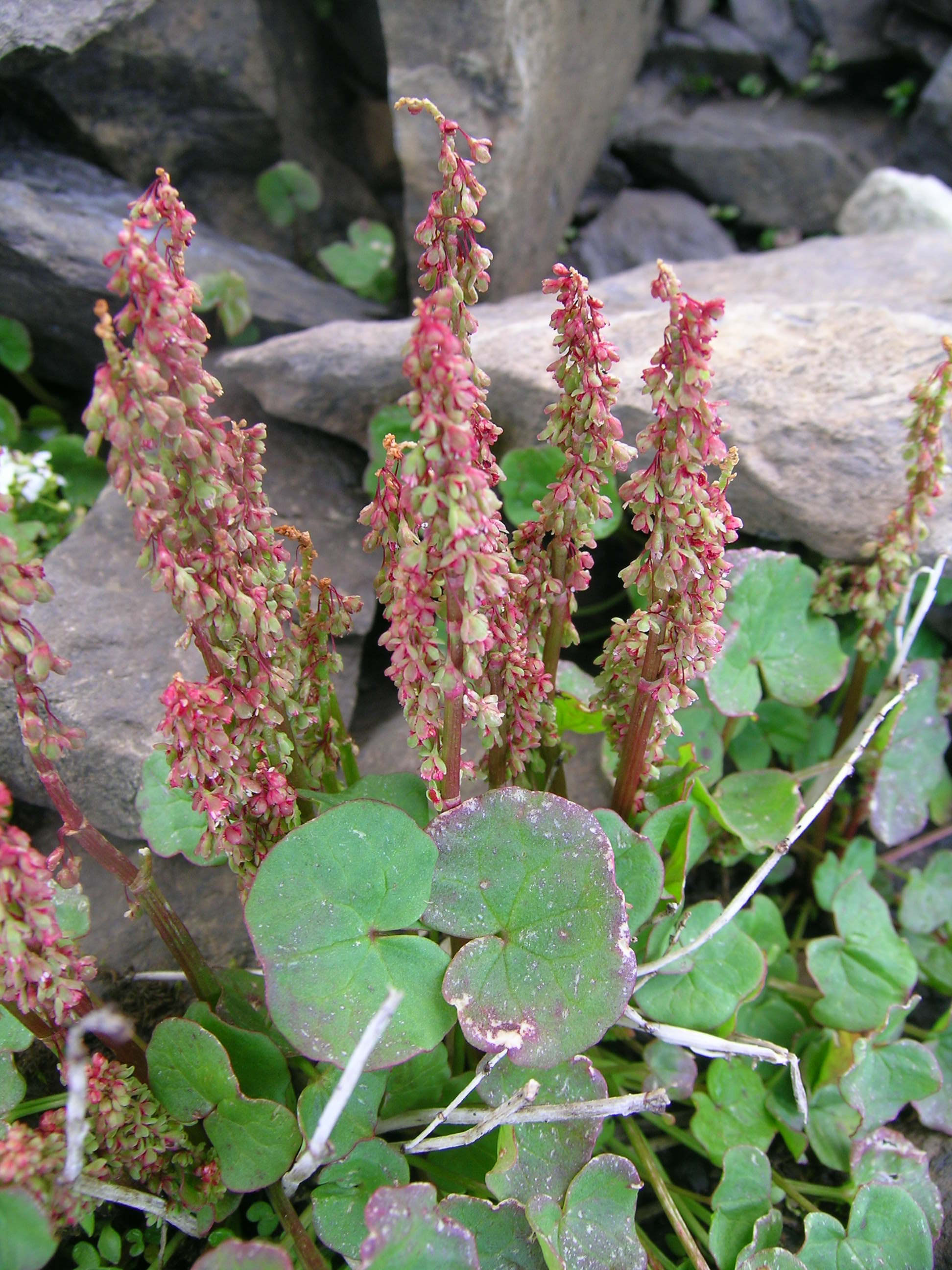
Alpenzuurkruid is een typische toendraplant. Tegenwoordig komt deze plant slechts hoog in de bergen en rond de poolcirkel voor, in het Weichsel-glaciaal groeide hij in heel Noord-Europa. Foto gemaakt bij Schynige Platte in Zwitserland.

## Flora en fauna
Het aantal soorten was groter dan tegenwoordig. Een grote uitsterving vond plaats aan het einde van het Pleistoceen, deze gaat misschien tegenwoordig nog steeds door.
Planten typisch voor de toendra waren Dryas octopetala (zilverkruid of achtster), de dwergberk (Salix harbacea) en alpenzuurkruid (Oxyria digyna). Planten van het grasland waren alsem, Ephedra en duindoorn. Deze planten zijn tegenwoordig ook nog te vinden in de betreffende vegetatiezones, zoals in de toendra in het noorden van Scandinavië.
De uitgestrekte vlakten van Noord-Europa waren het leefgebied van vele soorten kuddedieren: steppenwisenten (Bison priscus), rendieren (Rangifer tarandus), de uitgestorven Megaloceros, elanden (Alces alces), muskusossen (Ovibus moschatus), wilde paarden (Equus ferus), mammoeten (Mammuthus primigenius) en saïga's (Saiga tatarica) trokken in kuddes over de toendra. Wolharige neushoorns (Coelodonta antiquitatis) leefden waarschijnlijk solitair.
Ook kleinere zoogdieren bevolkten de toendra: hazen (Lepus tanaiticus), fluithazen (Ochotona spelaeus), lemmingen (Lemmus obensis en Dicrostonix), steppelemmingen (Lagurus lagurus), woelmuizen (Microtus gregalis), woelratten (Arvicola terrestris), siesels (Spermophilus citellus) en jerboa's (Allactaga jaculus).
Er werd op deze dieren gejaagd door de volgende vleeseters: de bruine beer (Ursus arctos), de holenbeer (Ursus spelaeus), de hyena (Crocuta crocuta), de holenleeuw (Panthera spelaea), de wolf (Canis lupus), de poolvos (Alopex lagopus) en de veelvraat (Gulo gulo).

## Mens
Een andere jager was de cro-magnonmens (Homo sapiens sapiens). De mens trok achter de kuddes op de toendra aan om aan voedsel te komen. In Noord-Europa werd vooral het rendier bejaagd, in Oekraïne de mammoet. Ze bouwden hutten als beschutting tegen de kou, maakten gereedschappen van steen, botten en hout en hadden de beschikking over vuur. In Oekraïne werden hutten verankerd met mammoetslagtanden. De mens had zich al over Siberië en Noord-Amerika verbreid. De Oude Dryas valt in het Laat-paleolithicum.
Een opvallende vondst uit Oekraïne zijn de resten van twee honden (Canis familiaris), deze twee leken wel op de tegenwoordige Duitse doggen, en ze gingen mogelijk mee op mammoetjacht. De enorme hoeveelheden mammoetbotten die bij nederzettingen gevonden zijn, maken duidelijk dat deze olifantachtigen in deze streken mogelijk overbejaagd werden wat aan hun uitsterven bijgedragen zou kunnen hebben. De botten werden gebruikt voor allerlei toepassingen, zoals gereedschappen en sieraden, en er is zelfs een in bot gekerfde sterrenkaart gevonden.
De Laat-Paleolithische cultuur kende regionale verschillen. Er zijn veel lokale culturen gedefinieerd: de Hamburgcultuur was al voor de Oude Dryas ontstaan op de vlakten van Noord-Europa. De Oude Dryas komt overeen met de Haveltegroep. Tegelijkertijd ontstond in Denemarken en Zuid-Zweden de Federmessercultuur van rendierjagers. Ten zuiden van de Hamburgcultuur kwam de Magdalénien-cultuur voor. De Oekraïense cultuur die mammoetbotten gebruikte om hutten mee te bouwen wordt Molodovan genoemd, overigens kwam deze cultuur tot ver in het huidige Rusland voor (bijvoorbeeld in de plaats Kostienky, aan de rechteroever van de Don gelegen).